# Jan Sierhuis
Johannes Alphonsus (Jan) Sierhuis (Amsterdam, 21 december 1928 – aldaar, 4 juli 2023) was een Nederlands kunstschilder.

## Biografie
Sierhuis groeide op in de jaren van de depressie. Zijn vader overleed toen hij twee was. In zijn vroege jeugd boetseerde en tekende hij al en op zijn negende verjaardag kreeg hij een schildersset. Als jongen was hij vaak op zwerftocht door Amsterdam. Hij groeide op met de stadsgezichten zoals die van Israëls en Breitner. Hoewel Sierhuis de hele wereld over heeft gereisd, bleef hij zich altijd als een Amsterdammer beschouwen. Hij bezocht de ambachtsschool om huisschilder te worden, waardoor hij veel materiaalkennis opdeed.
Hij stond samen met Appel, Corneille en Lucebert in het centrum van de naoorlogse ontwikkelingen in de kunst. In 1945 werd hij toegelaten op de avondopleiding van de Rijksakademie van beeldende kunsten, die hij na een conflict verliet. Hij was in 1947 betrokken bij de Experimentelen en in 1948 bij de CoBrA-groep. Hij was echter te jong om daarvan lid te worden. Later was hij medeoprichter in 1962 van de Amsterdamse kunstenaarsgroep Groep Scorpio met Frans de Boo, Roger Chailloux, John Grosman, Guillaume Lo-A-Njoe, Karl Pelgrom, Pierre van Soest, Aat Verhoog en Leo de Vries. "Angry Young men", waren zij, die het tentoonstellen anders wilden aanpakken. De groep werd gesteund door prof. Hans Jaffé.
Jan Sierhuis gaf in 1968 les aan Ateliers '63 in Haarlem en was van 1970 tot 1979 als begeleider verbonden aan Psychopolis, de Vrije Academie in Den Haag. In 1983 werd Sierhuis docent aan de Rietveld Academie en in 1984 aan de Rijksakademie, instituut voor praktijkstudie, beide te Amsterdam.
Sierhuis verkreeg voor zijn werk in 1956 de Koninklijke Subsidie voor de Schilderkunst, in 1957 ontving hij een medaille van de Thérèse van Duyl-Schwartze-portretprijs. In 1987 werd aan hem de Jeanne Oosting Prijs toegekend. Tevens kreeg hij een eervolle vermelding bij de Prix de Rome. In 2002 werd hij Officier in de Orde van Oranje-Nassau.
Sierhuis overleed op 4 juli 2023 op 94-jarige leeftijd in zijn woonplaats Amsterdam.

## Ontwikkeling van zijn werk
Jan Sierhuis was vooral een expressionistische schilder, geïnspireerd door onder anderen Paul Cézanne, Henri Matisse, van Gogh en Picasso. In zijn jonge jaren schilderde hij naturalistische landschappen. In de jaren vijftig en zestig werkte hij enige tijd vrijwel uitsluitend abstract. In het midden van de jaren zestig ging hij over van het expressionisme naar een periode met vooral menselijke figuren. Sierhuis schakelde over op meer figuratieve thema's, zoals dansende figuren, portretten en landschappen. Hij bracht veel zomers door in Spanje. Zijn passie voor de flamenco heeft invloed gehad op veel van zijn werken en bracht hem ertoe ook driedimensionaal te werken.

## Werken, een selectie

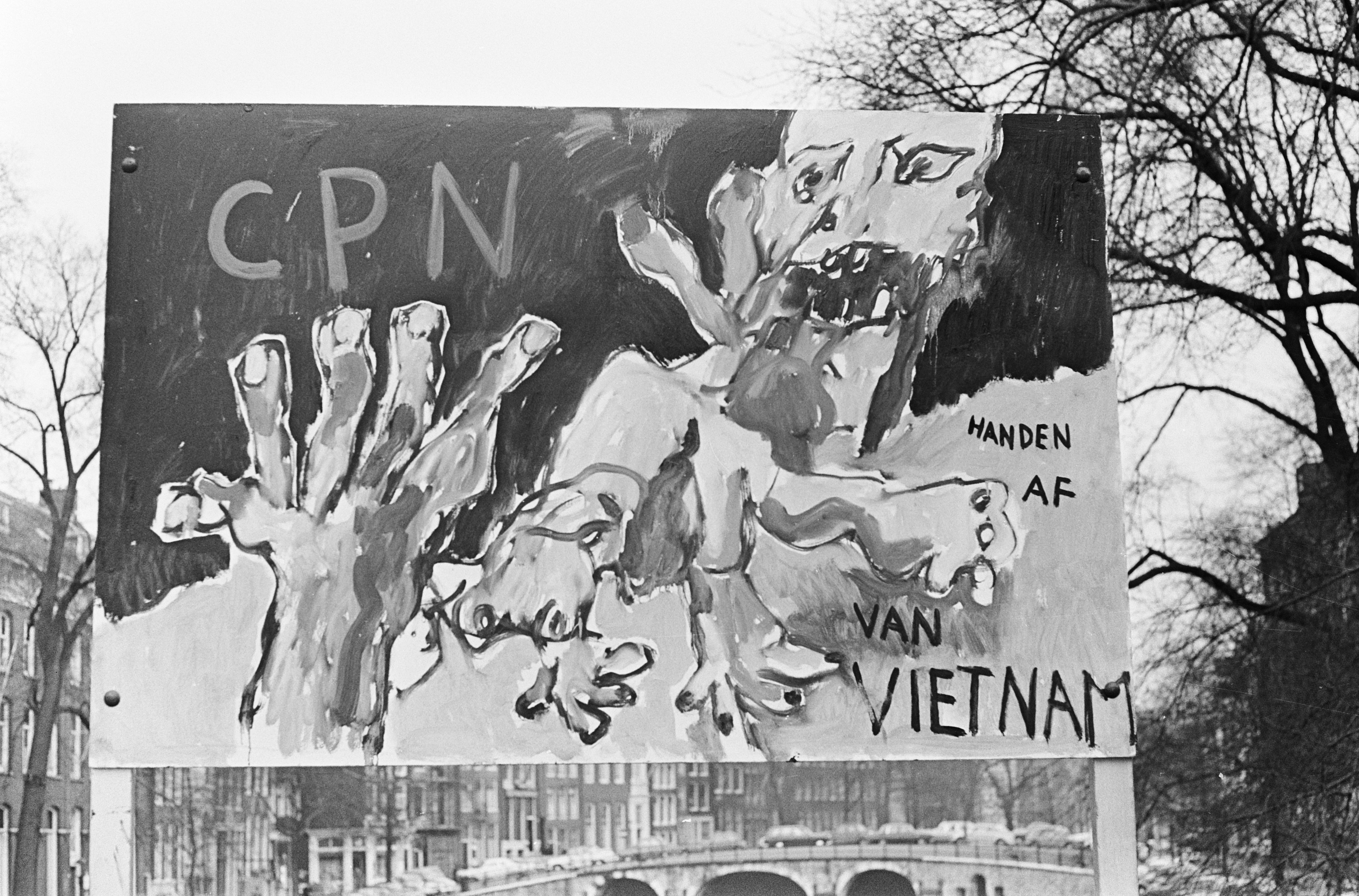
Verkiezingspropaganda voor CPN, 1967
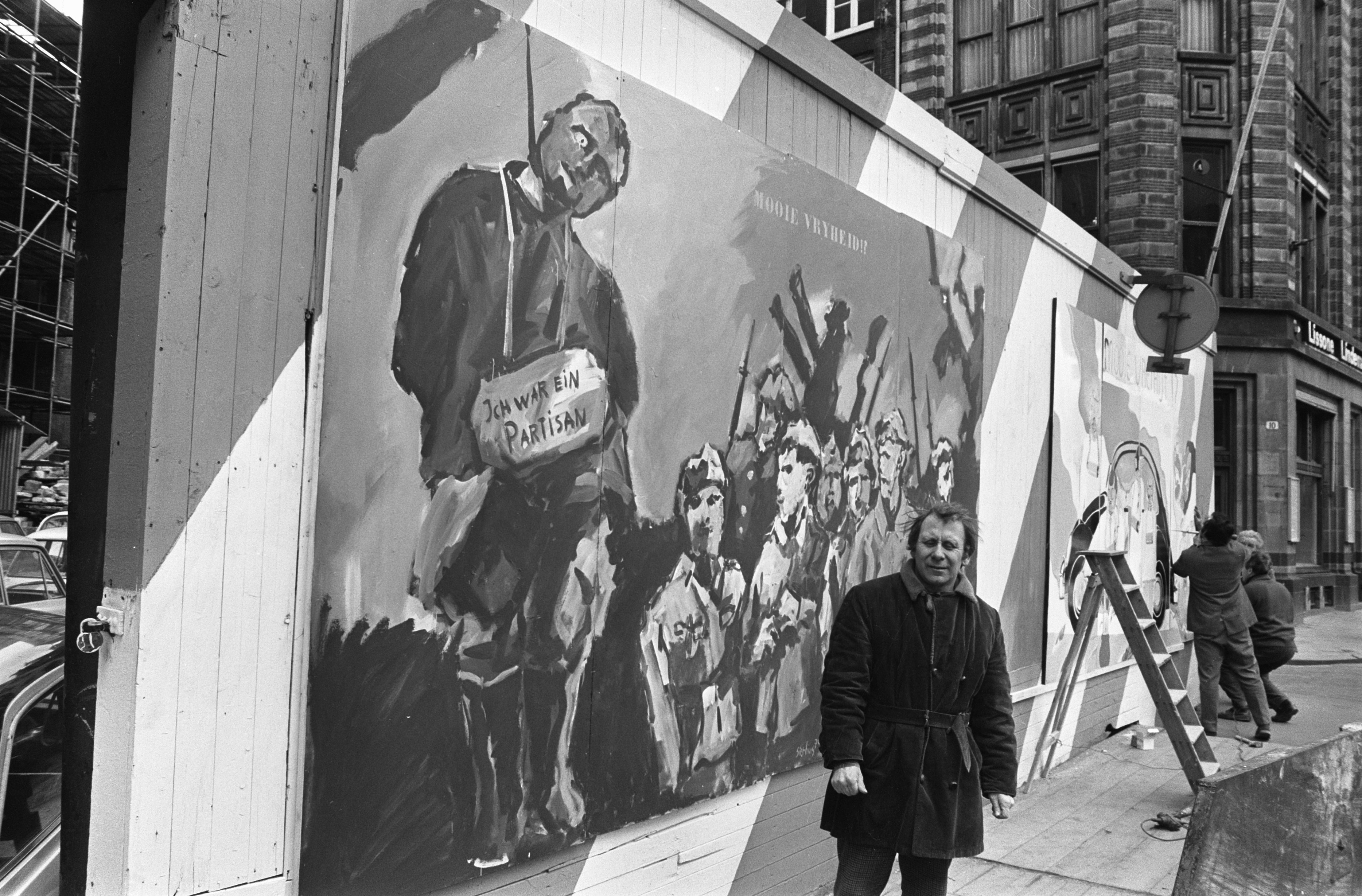
Schilderijen op schutting om Nieuwe Kerk voor tentoonstelling Mooie Vrijheid, 1970
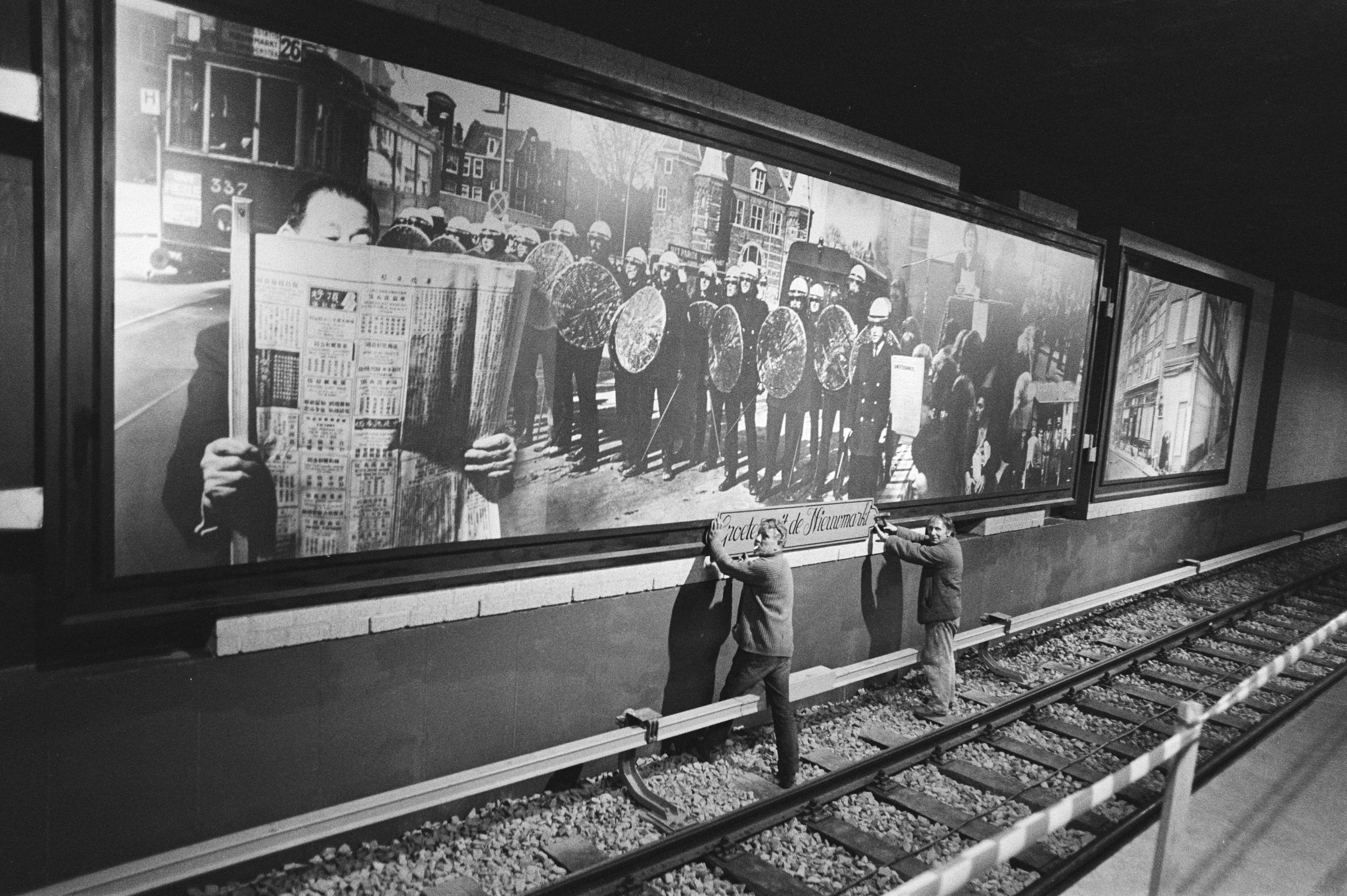
Kunstwerk in metrostation Nieuwmarkt, fotomontages van Jan Sierhuis en Louis van Gasteren, 1980
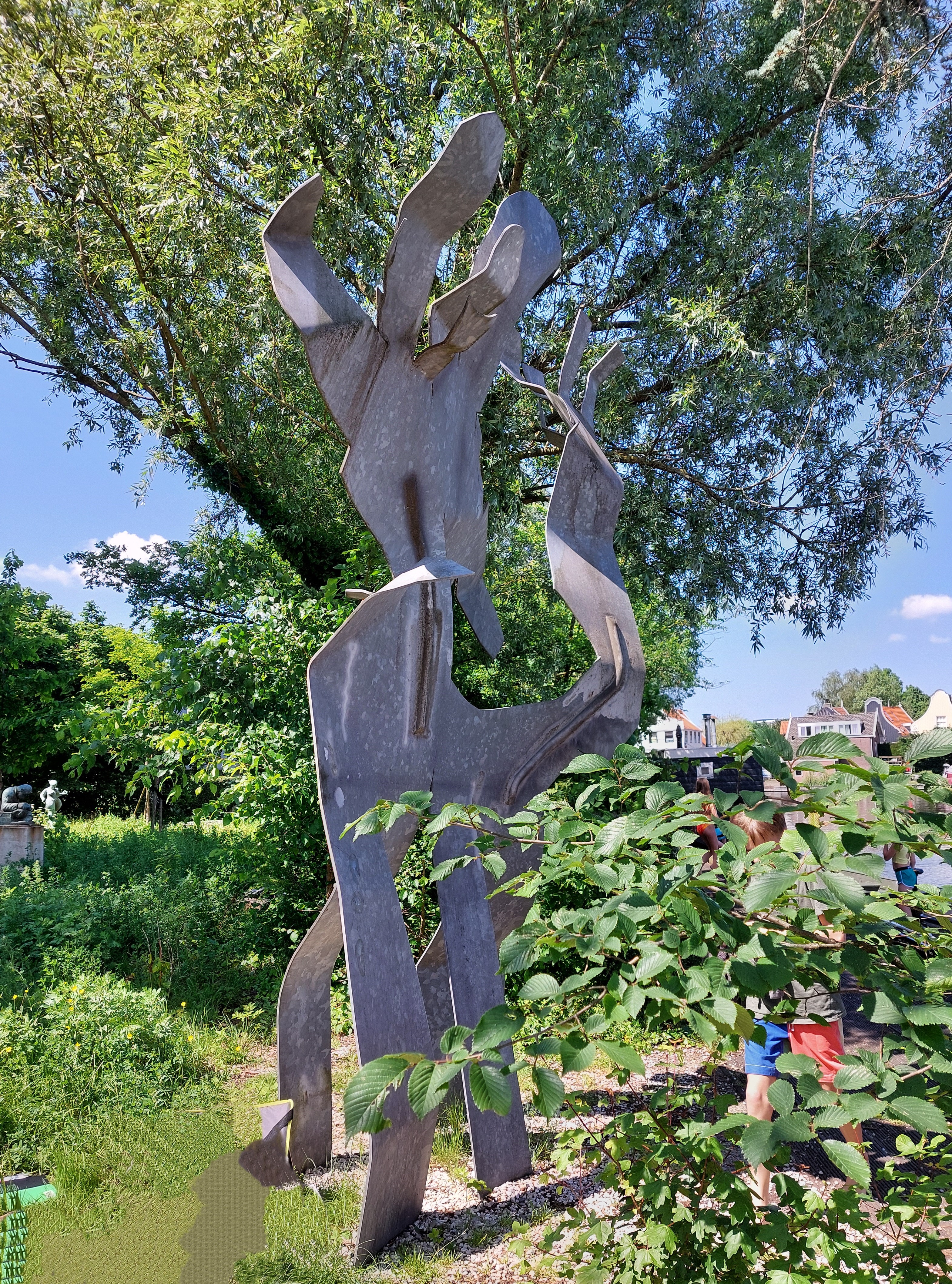
Dansende figuur 2019 Amsterdam

## Musea
De volgende Nederlandse musea bezitten werk van Sierhuis:
- Stadsgalerij Heerlen, Heerlen
- Amsterdam Museum, Amsterdam
- Museum Helmond, Helmond
- Cobra Museum, Amstelveen
- Rijksmuseum Amsterdam
- Stedelijk Museum, Amsterdam

## Tentoonstellingen
Jan Sierhuis heeft zijn werk tentoongesteld in musea en galeries in Nederland, Frankrijk, Mexico, Argentinië, Zwitserland, Nederlandse Antillen, Colombia, Ierland, Verenigde Staten, Zweden, Denemarken, Noorwegen, Duitsland, Polen en Japan.
Vanwege zijn bijna negentigste verjaardag was in 2018 in Museum Jan van der Togt in Amstelveen de overzichtstentoonstelling Het atelier van Jan Sierhuis te zien.